# Proasellus delhezi
Proasellus delhezi är en kräftdjursart som beskrevs av Henry och Guy Magniez1973. Proasellus delhezi ingår i släktet Proasellus och familjen sötvattensgråsuggor. Inga underarter finns listade i Catalogue of Life.